# Scybalocanthon balachowskyi
Scybalocanthon balachowskyi là một loài bọ cánh cứng trong họ Bọ hung (Scarabaeidae).